# Henk Grim
Henk Grim (Groesbeek, 1 april 1962) is een Nederlandse voormalig voetballer die als aanvaller speelde.
Grim begon zijn loopbaan bij De Treffers uit Groesbeek. Een week na zijn 16e verjaardag debuteerde hij in de hoofdmacht. In 1981 werd De Treffers met hem in de spits kampioen in de hoofdklasse en na 38 doelpunten op het hoogste amateurniveau maakte Grim op 20-jarige leeftijd de overstap naar het betaaldvoetbal bij N.E.C. (1982-1987). Daar vormde hij een duo met Frans Janssen die ook uit Groesbeek kwam. In het seizoen 1986/87 werd hij met 29 doelpunten topscorer van de Eerste divisie.
In 1987 vertrok hij naar FC Den Bosch waar hij minder succesvol was en hij werd ook uitgeleend aan AZ. Begin 1990 keerde hij terug bij N.E.C. om in 1992 na blessures te stoppen met betaald voetbal. Hierna keerde hij terug bij De Treffers.
Vanaf 2007 was hij betrokken bij de scouting van N.E.C. en vanaf 2012 werd er hoofd scouting. Hij besloot zelf te stoppen per 1 januari 2015. Daarna startte hij een opleidings- en adviesbureau voor voetbalscouts, het Platform Voetbalscouting, waar hij (aankomende) scouts en trainers specifieke vaardigheden bijbrengt. Tevens werd hij scout van Sankt Pauli.